# Joseph H. August
Joseph H. August (Idaho Springs, 26 aprile 1890 – Culver City, 25 settembre 1947) è stato un direttore della fotografia statunitense.
È stato uno dei quindici membri fondatori dell'American Society of Cinematographers.
Ha ricevuto due candidature all'Oscar alla migliore fotografia, nel 1940 per Gunga Din e nel 1949 (postuma) per Il ritratto di Jennie.

## Biografia
Terminati gli studi alla Colorado School of Mining, inizia la sua carriera nel cinema come figurante negli studios di Thomas H. Ince, per poi ricoprire il ruolo di assistente dell'operatore Ray Smallwood ed esordire in prima persona alla direzione della fotografia nel 1913 con Lure of the Violin diretto da William J. Bauman.
Nel 1915 con The Disciple inizia la collaborazione con la star del western muto William S. Hart, che si interrompe nel 1925 con il ritiro dalle scene di Hart. Nell'arco di dieci anni realizzano insieme una quarantina di film, che stabiliscono alcuni degli standard figurativi del genere western.
Il 1925 non segna solo la fine del sodalizio professionale con Hart, ma anche l'avvio di quello altrettanto significativo con John Ford, che caratterizza i restanti vent'anni di carriera di August e si conclude nel 1945 con il film bellico I sacrificati. Insieme realizzano quattordici film di finzione e un documentario, tra i quali curiosamente nessun western, pur essendo entrambi tra i maggiori specialisti del genere. Superato il naturalismo fotografico fin qui praticato e data libera espressione al proprio gusto di sperimentare, August crea «sature penombre di sapore espressionista» per il dramma d'ambientazione irlandese Il traditore (1935), che spicca nella carriera del regista per lo «stile insolito [...] ai limiti dell'accademismo (forti contrasti, luci di taglio e controluci)», combina una «vena documentaristica con la stilizzazione e i contrasti della fotografia di scuola espressionista» per L'aratro e le stelle (1936), arricchisce di chiaroscuri le scenografie della ricostruzione storica Maria di Scozia (1936). Tra gli altri film girati insieme, spicca il «godibilissimo mix di commedia e gangster-movie» Tutta la città ne parla (1935), nel quale Edward G. Robinson si esibisce in una memorabile performance in duplice parte, tecnicamente resa possibile da un'efficace doppia esposizione del negativo.
Nel corso degli anni trenta partecipa alla realizzazione di diversi film memorabili e collabora con molti autori di primo piano. Fra gli altri, per Frank Borzage cura le immagini del melodramma proletario Vicino alle stelle (1933), «il primo tentativo di offrire un'immagine realistica dell'America all'indomani della grande crisi del 1929», e del classico I ragazzi della via Paal (1934), fotografato in chiave antinaturalistica. Contribuisce anche a commedie esemplari quali Ventesimo secolo (1934) di Howard Hawks e Il diavolo è femmina (1935) di George Cukor. Collabora con George Stevens per il musical Una magnifica avventura (1937) e soprattutto per l'avventuroso Gunga Din (1939), che gli vale la prima candidatura all'Oscar alla migliore fotografia. Notre Dame (1939) di William Dieterle è un «trionfo del grottesco gotico, che la fotografia sottoesposta [...] esalta nei chiaroscuri [...] di chiara reminiscenza espressionista».
Durante la Seconda guerra mondiale, August presta servizio nel reparto cinematografico dell'esercito diretto da Ford per l'Office of Strategic Services, rimanendo seriamente ferito nel corso delle riprese del documentario La battaglia delle Midway.

## Filmografia
- Lure of the Violin, regia di William J. Bauman (1913)
- The Bargain, regia di Reginald Barker  (1914)
- Il vile (The Coward), regia di Reginald Barker e Thomas H. Ince (1915)
- The Disciple, regia di William S. Hart e, non accreditato, Clifford Smith (1915)
- Between Men, regia di William S. Hart (1915)
- The Despoiler, regia di Reginald Barker (1915)
- Il vendicatore (Hell's Hinges), regia di Charles Swickard e, non accreditati, William S. Hart e Clifford Smith (1916)
- The Aryan, regia di Reginald Barker, William S. Hart e Clifford Smith (1916)
- Civilization, regia di Reginald Barker, Thomas H. Ince, Raymond B. West e altri (1916)
- The Primal Lure, regia di William S. Hart (1916)
- The Apostle of Vengeance, regia di William S. Hart e Clifford Smith (1916)
- The Captive God, regia di Charles Swickard (1916)
- The Patriot, regia di William S. Hart (1916)
- The Dawn Maker, regia di William S. Hart (1916)
- The Return of Draw Egan, regia di William S. Hart (1916)
- The Devil's Double, regia di William S. Hart (1916)
- Truthful Tulliver, regia di William S. Hart (1917)
- The Gun Fighter, regia di William S. Hart (1917)
- The Desert Man, regia di William S. Hart (1917)
- The Square Deal Man, regia di William S. Hart (1917)
- Wolf Lowry, regia di William S. Hart (1917)
- Golden Rule Kate, regia di Reginald Barker (1917)
- The Cold Deck, regia di William S. Hart e, non accreditato, Clifford Smith (1917)
- The Regenerates, regia di E. Mason Hopper (1917)
- The Silent Man, regia di William S. Hart (1917)
- The Narrow Trail, regia di William S. Hart e Lambert Hillyer (1917)
- Wolves of the Rail, regia di William S. Hart (1918)
- Blue Blazes Rawden, regia di William S. Hart (1918)
- The Tiger Man, regia di William S. Hart (1918)
- Selfish Yates, regia di William S. Hart (1918)
- Shark Monroe, regia di William S. Hart (1918)
- Riddle Gawne, regia di William S. Hart e Lambert Hillyer (1918)
- Sette giorni di gioia (He Comes Up Smiling), regia di Allan Dwan (1918)
- The Border Wireless, regia di William S. Hart (1918)
- A Bullet for Berlin, regia di William S. Hart (1918)
- Branding Broadway, regia di William S. Hart (1918)
- Breed of Men, regia di Lambert Hillyer (1919)
- The Poppy Girl's Husband, regia di William S. Hart e Lambert Hillyer (1919)
- The Money Corral, regia di William S. Hart (1919)
- Square Deal Sanderson, regia di William S. Hart e Lambert Hillyer (1919)
- Wagon Tracks, regia di Lambert Hillyer (1919)
- John Petticoats, regia di Lambert Hillyer (1919)
- The Toll Gate, regia di Lambert Hillyer (1920)
- Sand!, regia di Lambert Hillyer (1920)
- The Cradle of Courage, regia di William S. Hart e Lambert Hillyer (1920)
- The Testing Block, regia di Lambert Hillyer (1920)
- O'Malley of the Mounted, regia di Lambert Hillyer (1921)
- The Whistle, regia di Lambert Hillyer (1921)
- Three Word Brand (o 3 Word Brand), regia di Lambert Hillyer (1921)
- White Oak, regia di Lambert Hillyer (1921)
- Travelin' on, regia di Lambert Hillyer (1922)
- Arabian Love, regia di Jerome Storm (1922)
- Honor First, regia di Jerome Storm (1922)
- The Love Gambler, regia di Joseph Franz (1922)
- A California Romance, regia di Jerome Storm (1922)
- Darkness and Daylight, regia di Albert Plummer (1923)
- Truxton King, regia di Jerome Storm (1923)
- Goodbye Girls, regia di Jerome Storm (1923)
- Madness of Youth, regia di Jerome Storm (1923)
- The Man Who Won, regia di William A. Wellman (1923)
- St. Elmo, regia di Jerome Storm (1923)
- Big Dan, regia di William A. Wellman (1923)
- The Temple of Venus, regia di Henry Otto (1923)
- Cupid's Fireman, regia di William A. Wellman (1923)
- Not a Drum Was Heard, regia di William A. Wellman (1924)
- The Vagabond Trail, regia di William A. Wellman (1924)
- Dante's Inferno, regia di Henry Otto (1924)
- Folly of Vanity, regia di Maurice Elvey ed Henry Otto (1924)
- The Hunted Woman, regia di Jack Conway (1925)
- Greater Than a Crown, regia di Roy William Neill (1925)
- La nipote parigina (Lightnin), regia di John Ford (1925)
- Cuore di combattente (The Fighting Heart), regia di John Ford (1925)
- Tumbleweeds, regia di King Baggot (1925)
- The Ancient Mariner, regia di Chester Bennett e Henry Otto (1925)
- Bolidi in corsa (The Road to Glory), regia di Howard Hawks (1926)
- Le disgrazie di Adamo (Fig Leaves), regia di Howard Hawks (1926)
- The Flying Horseman, regia di Orville O. Dull (1926)
- The Beloved Rogue, regia di Alan Crosland (1927)
- Notte d'Arabia (Two Arabian Knights), regia di Lewis Milestone (1927)
- Very Confidential, regia di James Tinling (1927)
- Come to My House, regia di Alfred E. Green (1927)
- Soft Living, regia di James Tinling (1928)
- Honor Bound, regia di Alfred E. Green (1928)
- Il marito provvisorio (Don't Marry), regia di James Tinling (1928)
- The Farmer's Daughter, regia di Arthur Rosson (1928)
- Forzuto (Strong Boy), regia di John Ford (1929)
- The Black Watch, regia di John Ford (1929)
- Saluto militare (Salute), regia di John Ford e David Butler (1929)
- Seven Faces, regia di Berthold Viertel (1929)
- Il sottomarino (Men Without Women), regia di John Ford (1930)
- I lupi di Chicago (Double Cross Roads), regia di George E. Middleton e Alfred L. Werker (1930)
- Il tormento di un uomo (Man Trouble), regia di Berthold Viertel (1930)
- On Your Back, regia di Guthrie McClintic (1930)
- Up the River, regia di John Ford (1930)
- In fondo ai mari (Seas Beneath), regia di John Ford (1931)
- Una notte indiavolata (Mr. Lemon of Orange), regia di John G. Blystone (1931)
- Quick Millions, regia di Rowland Brown (1931)
- Il cammello nero (The Black Camel), regia di Hamilton MacFadden (1931)
- La trovatella (The Brat), regia di John Ford (1931)
- Heartbreak, regia di Alfred L. Werker (1931)
- Charlie Chan's Chance, regia di John G. Blystone (1932)
- Silent Witness, regia di R.L. Hough e Marcel Varnel (1932)
- La fattoria del mistero (Mystery Ranch), regia di David Howard (1932)
- That's My Boy, regia di Roy William Neill (1932)
- Vanity Street, regia di Nick Grinde (1932)
- No More Orchids, regia di Walter Lang (1932)
- The Circus Queen Murder, regia di Roy William Neill (1933)
- L'amore è un'altra cosa (Cocktail Hour), regia di Victor Schertzinger (1933)
- As the Devil Commands, regia di Roy William Neill (1933)
- Vicino alle stelle (Man's Castle), regia di Frank Borzage (1933)
- Master of Men, regia di Lambert Hillyer (1933)
- School for Romance, regia di Archie Gottler (1934)
- I ragazzi della via Paal (No Greater Glory), regia di Frank Borzage (1934)
- Vortice (Whirlpool), regia di Roy William Neill (1934)
- Ventesimo secolo (Twentieth Century), regia di Howard Hawks (1934)
- Woman Haters, regia di Archie Gottler (1934)
- Stars in the Making, regia di Archie Gottler (1934)
- Susie's Affairs, regia di Archie Gottler (1934)
- Black Moon, regia di Roy William Neill (1934)
- The Defense Rests, regia di Lambert Hillyer (1934)
- Tripping Through the Tropics, regia di Archie Gottler (1934)
- Among the Missing, regia di Albert S. Rogell (1934)
- The Captain Hates the Sea, regia di Lewis Milestone (1934)
- Tutta la città ne parla (The Whole Town's Talking), regia di John Ford (1935)
- I'll Love You Always, regia di Leo Bulgakov (1935)
- Il traditore (The Informer), regia di John Ford (1935)
- Dopo il ballo (After the Dance), regia di Leo Bulgakov (1935)
- Il diavolo è femmina (Sylvia Scarlett), regia di George Cukor (1935)
- La villa del mistero (Muss 'em Up), regia di Charles Vidor (1936)
- Every Saturday Night, regia di James Tinling (1936)
- Maria di Scozia (Mary of Scotland), regia di John Ford (1936)
- Grand Jury, regia di Albert S. Rogell (1936)
- L'aratro e le stelle (The Plough and the Stars), regia di John Ford (1936)
- I demoni del mare (Sea Devils), regia di Benjamin Stoloff (1937)
- Michele Strogoff (The Soldier and the Lady), regia di George Nichols Jr. (1937)
- There Goes My Girl, regia di Ben Holmes (1937)
- Baci sotto zero (Fifty Roads to Town), regia di Norman Taurog (1937)
- Lettera anonima (Super-Sleuth), regia di Ben Stoloff (Benjamin Stoloff) (1937)
- Musica per signora (Music for Madame), regia di John G. Blystone (1937)
- Una magnifica avventura (A Damsel in Distress), regia di George Stevens (1937)
- This Marriage Business, regia di Christy Cabanne (1938)
- Gun Law, regia di David Howard (1938)
- The Saint in New York, regia di Ben Holmes (1938)
- Border G-Man, regia di David Howard (1938)
- Gunga Din, regia di George Stevens (1939)
- Cavalcata ardente (Man of Conquest), regia di George Nichols Jr. (1939)
- La storia d'Edith Cavell (Nurse Edith Cavell), regia di Herbert Wilcox (1939)
- Notre Dame (The Hunchback of Notre Dame), regia di William Dieterle (1939)
- Il piccolo porto (Primrose Path), regia di Gregory La Cava (1940)
- Balla, ragazza, balla (Dance, Girl, Dance), regia di Dorothy Arzner e, non accreditato, Roy Del Ruth (1940)
- Eldorado (Melody Ranch), regia di Joseph Santley (1940)
- L'oro del demonio (The Devil and Daniel Webster), regia di William Dieterle (1941)
- La battaglia delle Midway (The Battle of Midway), regia di John Ford (1942)
- I sacrificati (They Were Expendable), regia di John Ford (1945)
- Il ritratto di Jennie (Portrait of Jennie), regia di William Dieterle (1948)